# Juan Jiménez (beisbolista)
Juan Antonio Jiménez Marte (1949 - 2008) fue un lanzador dominicano que jugó en la Liga Mayor de Béisbol. Jiménez fue firmado por Houston Astros como amateur en 1969, luego fue adquirido por Philadelphia Phillies en 1970 permaneciendo en las ligas menores de los Phillies hasta 1973; más tarde fue adquirido por Pittsburgh Pirates. Su carrera en las Grandes Ligas se limitó a cuatro partidos como lanzador de los Piratas de Pittsburgh en 1974. En sus últimos años fue entrenador de picheo de los Indios de Cleveland.
Jiménez además jugó en la Liga Mexicana con los Diablos Rojos del México, siendo adquirido por el equipo mexicano en 1976.

## Liga Dominicana
Jiménez jugó en la Liga Dominicana militando en los equipos Estrellas Orientales y Águilas Cibaeñas, desempeñándose principalmente como relevista. También se desempeñó como entrenador de picheo.

## Muerte
Jiménez murió de leucemia en Cleveland, Ohio el 12 de octubre de 2008.